# Pitheciinae
I pitecini (Pitheciinae Mivart, 1865) sono una sottofamiglia di platirrine: assieme ai Callicebinae va a costituire la famiglia dei Pitecidi.
Si tratta di animali diffusi nel bacino amazzonico, dal Venezuela meridionale alla Bolivia settentrionale.
Sono primati di media taglia e corporatura tozza e robusta, anche grazie al pelo assai lungo e vaporoso, che contribuisce ad aumentare il volume del corpo: la coda può essere lunga quanto il corpo (come in pitecie e chiropoti) od appena abbozzata (come negli uakari), in ogni caso non è mai prensile.
Hanno abitudini diurne ed arboricole e vivono in gruppi che possono variare dal piccolo gruppo familiare delle pitecie ai grandi gruppi di oltre 50 individui degli uakari: i vari membri del gruppo si tengono costantemente in contatto tramite vari tipi di richiami.

La loro dieta è onnivora: si nutrono principalmente di frutta ed insetti, ma all'occorrenza mangiano anche foglie, fiori, germogli e piccoli vertebrati.
La gestazione dura fra i cinque ed i sei mesi a seconda della specie: i cuccioli vengono curati principalmente dalla madre fino alla maturità sessuale (attorno ai 3-4 anni d'età). Questi animali possono vivere oltre i 15 anni in natura.

## Tassonomia
La sottofamiglia comprende tredici specie raggruppate in tre generi:
- Famiglia Pitheciidae
  - Sottofamiglia Pitheciinae
    - Genere Cacajao
      - Cacajao ayresii[1] - uacari di Ayres
      - Cacajao melanocephalus - uacari dalla faccia nera
      - Cacajao calvus - uacari calvo

    - Genere Chiropotes
      - Chiropotes albinasus - chiropote dal naso bianco
      - Chiropotes chiropotes - chiropote barbarossa
      - Chiropotes israelita - chiropote dal dorso bruno
      - Chiropotes satanas - chiropote satanasso
      - Chiropotes utahickae - chiropote di Uta Hick

    - Genere Pithecia
      - Pithecia aequatorialis - pitecia equatoriale
      - Pithecia albicans - pitecia bianca
      - Pithecia irrorata - pitecia calva
      - Pithecia monachus - pitecia monaca
      - Pithecia pithecia - pitecia dalla faccia bianca

    - Generi estinti
      - Carlocebus
      - Cebupithecia
      - Nuciruptor
      - Propithecia
      - Soriacebus